# 艦載機

イギリス海軍の戦艦「ロドニー」とスーパーマリンウォーラス（1940年）

艦載機（かんさいき）は、軍艦に搭載され、かつそこから運用可能な航空機のこと。広義には艦船に搭載・運用される全ての航空機を指し、狭義には航空母艦以外の艦船に搭載・運用される航空機（第二次世界大戦時までは主に水上機で、戦後はヘリコプターがとってかわった）を指す。狭義の艦載機に対し、航空母艦に搭載され飛行甲板で発着艦する飛行機は艦上機と呼ばれる。
ただし、艦載機と艦上機の区分は厳密なものではない。艦載機という用語は艦船に搭載・運用される航空機の総称の意味で用いられることも多く、この場合には厳密には艦上機と称すべき飛行機であっても艦載機と呼ばれる。本項では、狭義の艦載機について説明する。

## 歴史
第二次世界大戦時、大型の水上戦闘艦（戦艦、重巡洋艦、軽巡洋艦）には偵察や弾着観測に用いる水上機を搭載することが一般的だった。これらの水上機は甲板に設置されたカタパルトから発艦し、帰還時は海面に着水した後に艦に装備されたデリックで吊り上げて収容されるという方法をとっていた。しかし、この方式で運用される飛行機は低速の偵察・観測用水上機であり、同じ艦船搭載の飛行機とはいえ、陸上機と類似した形態で発着艦し高い速度性能や戦闘力を持つ空母搭載の飛行機とは全く異なるものだった。大日本帝国海軍（日本海軍）では、航空母艦に搭載され飛行甲板で発着艦する飛行機を艦上機と呼び、それ以外の艦船（戦艦、巡洋艦、水上機母艦、潜水艦など）に搭載される水上機（主に偵察・観測用）を艦載機と称して区別していた。
戦闘艦への水上機搭載を特に重視したのは日本海軍で、多数の水上機を搭載できる巡洋艦（航空巡洋艦）として利根型重巡洋艦や「最上」を運用していた。潜水艦への水上機搭載にも積極的で、「潜水空母」の異名を持つ伊四百型をはじめ、水上機を搭載できる潜水艦を40隻以上就役させている。
しかし、これらの水上機は性能に限界があり、荒れた海では帰還時の着水・収容が難しく、戦闘艦に搭載された水上機は搭載艦の砲撃時は艦が傾くため発艦、着陸が共に不可能でもあった。また、真珠湾攻撃に代表される航空機による対艦攻撃の有効性により艦載機の集中運用が求められ、空母への航空戦力の集中配備につながった。
大戦中に艦隊の偵察任務は空母搭載の艦上機へと次第に移行していった。アメリカ海軍が1949年に艦載水上機の運用を終了したのを最後に、戦闘艦への水上機搭載は行われなくなった。
戦後、水上機に代わって艦船に搭載されるようになったのがヘリコプターである。垂直離着陸が可能で狭いスペースでも運用できるヘリコプターは艦船での運用に適しており、第二次世界大戦中から試験が行われていた。1960年代に入るとヘリコプターを搭載・運用できる水上戦闘艦が各国の海軍に登場し、現代では一定以上の大きさを持った水上戦闘艦には1～3機程度の哨戒ヘリコプターが搭載されることが一般的になっている。

## 主な艦載機

### 第二次世界大戦時
大日本帝国
- 九四式水上偵察機
- 九六式小型水上機
- 零式水上偵察機
- 零式観測機
- 零式小型水上偵察機
- 紫雲
- 瑞雲
- 晴嵐

 アメリカ合衆国
- SOC
- OS2U

 イギリス
- スーパーマリン ウォーラス
- スーパーマリン シーオッター

 ドイツ国
- Ar 196